# Canton d'Avranches
Le canton d'Avranches est une circonscription électorale française, située dans le département de la Manche et la Normandie. À la suite du redécoupage cantonal de 2014, les limites territoriales du canton sont remaniées. Le nombre de communes du canton passe de 15 et une fraction à 20.

## Histoire
Par décret du 25 février 2014, le nombre de cantons du département est divisé par deux, avec mise en application aux élections départementales de mars 2015. Le canton d'Avranches est conservé et s'agrandit. Il passe de 15 + une fraction à 20 communes.

## Représentation

### Conseillers d'arrondissement (de 1833 à 1940)
| Période                                  | Période | Identité                            | Étiquette | Qualité |
| ---------------------------------------- | ------- | ----------------------------------- | --------- | --- |
| 1833                                     | 1836    | M. Carbonnet-Boissel                |           | Propriétaire à Avranches                                                                                    |
| 1836                                     | 1842    | Dominique Lemarié                   |           | Substitut du Procureur du Roi à Avranches                                                                   |
| 1842                                     | 1848    | Ernest Lemoine-Desmares (1805-1877) |           | Juge d'instruction à Avranches                                                                              |
|                                          |         |                                     |           | |
| 1871                                     |         | Auguste Latouche                    |           | Adjoint au maire d'Avranches                                                                                |
|                                          |         |                                     |           | |
| 1904                                     | 1923    | Richard Aubrée                      | Libéral   | Médecin à Avranches                                                                                         |
| ?                                        | 1940    | René Restoux                        | URD       | Médecin, conseiller municipal d'Avranches                                                                   |
| 1940                                     |         |                                     |           | Les conseils d'arrondissement ont été suspendus par la loi du 12 octobre 1940 et n'ont jamais été réactivés |
| Les données manquantes sont à compléter. |         |                                     |           | |

### Conseillers généraux de 1833 à 2015
| Période | Période          | Identité                         | Étiquette         | Qualité |
| ------- | ---------------- | -------------------------------- | ----------------- | --- |
| 1833    | 1842             | Anatole Olivier                  |                   | Propriétaire, maire d'Avranches (1830-1841) |
| 1842    | 1842 (démission) | Dominique Lemarié                |                   | Magistrat (procureur à Avranches), conseiller d'arrondissement |
| 1842    | 1852             | Jules François Bouvattier        | Union des droites | Président du tribunal de commerce de la Seine, maire du 8e arrondissement de Paris (1830-1834), maire d'Avranches (1841-1852), député (1849-1852)                                   |
| 1852    | 1855             | Victor Gauquelin                 |                   | Avocat, maire d'Avranches (1849-1855) |
| 1855    | 1870             | Camille de Pracontal (1803-1885) |                   | Officier de marine, propriétaire à Avranches |
| 1871    | 1883             | Jules François Bouvattier        | Union des droites | Président du tribunal de commerce de la Seine, maire du 8e arrondissement de Paris (1830-1834), maire d'Avranches (1841-1852), député (1849-1852), député (1877 élection invalidée) |
| 1883    | 1895             | Auguste Gautier                  | Républicain       | Propriétaire, maire d'Avranches (1882-1887) |
| 1895    | 1907             | Sosthène Mauduit                 | Droite            | Agent d'affaires, maire de Saint-Martin-des-Champs |
| 1907    | 1923 (décès)     | Maurice Chevrel                  | Rad.              | Inspecteur général de l'université de Caen, maire d'Avranches (1902-1923) |
| 1923    | 1931             | Richard Aubrée                   | URD               | Médecin à Avranches, conseiller d'arrondissement |
| 1931    | 1940             | Alfred Lebreton                  | URD-RG            | Médecin à Avranches |
|         |                  |                                  |                   | |
| 1945    | 1951             | Alfred Lebreton                  | DVD               | Médecin à Avranches |
| 1951    | 1988             | Léon Jozeau-Marigné              | CNI               | Président du conseil général (1968-1988), sénateur (1948-1983), maire d'Avranches (1953-1983), président du conseil régional (1974-1978 et 1982-1983)                               |
| 1988    | 1994             | Philippe Durand                  | PS                | Chef d'entreprise à Champcey, conseiller municipal d'Avranches |
| 1994    | 2007 (démission) | Guénhaël Huet                    | RPR puis UMP      | Fonctionnaire, maire d'Avranches (2001-2014), député (2007-2017) |
| 2007    | 2015             | Jean Andro                       | SE                | Géomètre-expert retraité, maire de Saint-Senier-sous-Avranches (1989-2020) |

Le canton participe à l'élection du député de la deuxième circonscription de la Manche, avant et après le redécoupage des circonscriptions pour 2012.

### Conseillers départementaux à partir de 2015
| Période élective | Période élective | Mandat | Mandat   | Identité                                | Nuance | Nuance | Qualité                                                                    |
| ---------------- | ---------------- | ------ | -------- | --------------------------------------- | ------ | ------ | -------------------------------------------------------------------------- |
| 2015             | 2028             | 2015   | en cours | Catherine Brunaud-Rhyn (réélue en 2021) |        | LR     | Cadre juridique, maire de Genêts, vice-présidente du conseil départemental |
| 2015             | 2028             | 2015   | en cours | Antoine Delaunay (réélu en 2021)        |        | LR     | Ancien attaché parlementaire de Guénhaël Huet, Avranches                   |

### Résultats détaillés

#### Élections de mars 2015
À l'issue du 1er tour des élections départementales de 2015, deux binômes sont en ballottage : Catherine Brunaud-Rhyn et Antoine Delaunay (UMP, 41,03 %) et Christian Cossec et Florence Grandet (DVD, 26,88 %). Le taux de participation est de 49,77 % (8 136 votants sur 16 347 inscrits) contre 50,67 % au niveau départemental et 50,17 % au niveau national.
Au second tour, Catherine Brunaud-Rhyn et Antoine Delaunay (UMP) sont élus avec 58,45 % des suffrages exprimés et un taux de participation de 46,62 % (3 923 voix pour 7 614 votants et 16 333 inscrits).

#### Élections de juin 2021
Le premier tour des élections départementales de 2021 est marqué par un très faible taux de participation (33,26 % au niveau national). Dans le canton d'Avranches, ce taux de participation est de 35,23 % (6 169 votants sur 17 510 inscrits) contre 32,67 % au niveau départemental. À l'issue de ce premier tour, deux binômes sont en ballottage : Catherine Brunaud-Rhyn et Antoine Delaunay (DVD, 40,16 %) et Christian Cossec et Florence Grandet (DVC, 31,4 %).
Le second tour des élections est marqué une nouvelle fois par une abstention massive équivalente au premier tour. Les taux de participation sont de 34,36 % au niveau national, 32,63 % dans le département et 35,01 % dans le canton d'Avranches. Catherine Brunaud-Rhyn et Antoine Delaunay (DVD) sont élus avec 54,71 % des suffrages exprimés (3 051 voix pour 6 131 votants et 17 511 inscrits),,. 

## Composition

### Composition avant 2015

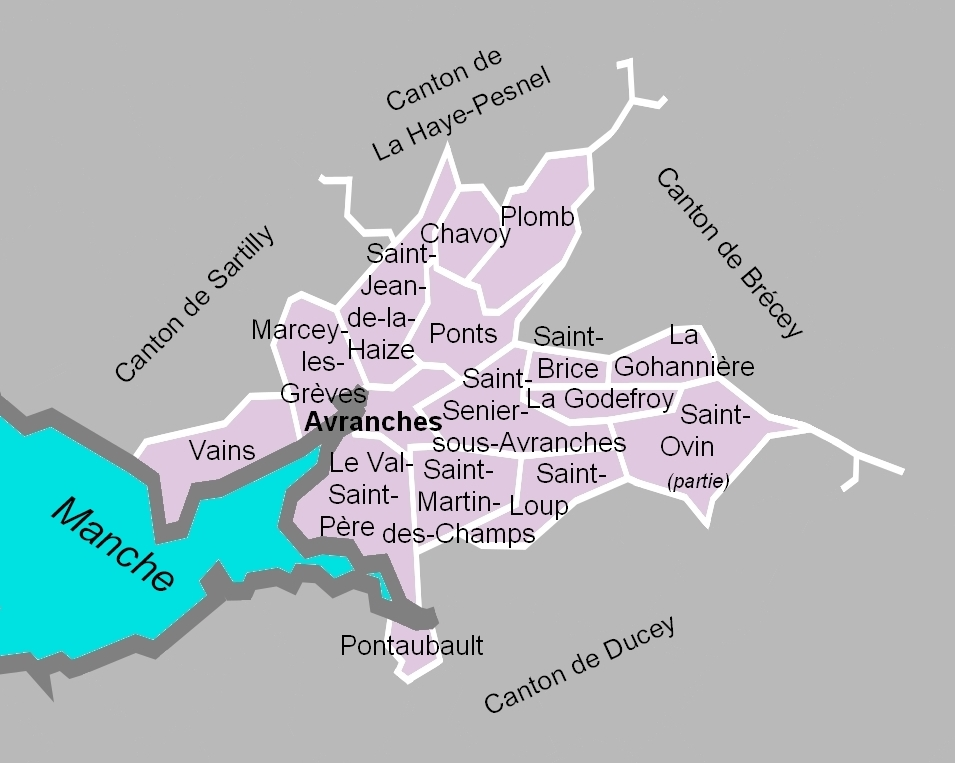
La carte des communes du canton. Les cantons limitrophes étaient ceux de Sartilly, de La Haye-Pesnel, de Brécey et de Ducey.

Situation de l'ancien territoire du canton dans l'arrondissement d'Avranches.

Le canton d'Avranches se composait d’une fraction de la commune de Saint-Ovin et de quinze autres communes :
- Avranches ;
- Chavoy ;
- La Godefroy ;
- La Gohannière ;
- Marcey-les-Grèves ;
- Plomb ;
- Pontaubault ;
- Ponts ;
- Saint-Brice ;
- Saint-Jean-de-la-Haize ;
- Saint-Loup ;
- Saint-Martin-des-Champs ;
- Saint-Ovin (fraction) ;
- Saint-Senier-sous-Avranches ;
- Vains ;
- Le Val-Saint-Père.

À la suite du redécoupage des cantons pour 2015, les communes d'Avranches, Chavoy, Marcey-les-Grèves, Plomb, Ponts, Saint-Jean-de-la-Haize et Vains sont à nouveau rattachées au canton d'Avranches auquel s'ajoutent les treize communes du canton de Sartilly, y compris la partie de Jullouville qui en était exclue. Les communes de La Godefroy, La Gohannière, Saint-Brice, Saint-Loup, Saint-Martin-des-Champs et Saint-Senier-sous-Avranches sont rattachées au canton d'Isigny-le-Buat et les communes de Pontaubault, Saint-Ovin et Le Val-Saint-Père à celui de Pontorson.

#### Anciennes communes
Le canton n'incluait dans son territoire antérieur à 2015 aucune commune définitivement absorbée depuis la création des communes sous la Révolution.
Association de communes : 
Le 1er janvier 1973, La Boulouze et Le Mesnil-Ozenne, deux communes du canton de Ducey, s'associent à Saint-Ovin, commune chef-lieu de l'association. Le Mesnil-Ozenne reprend son indépendance le 1er janvier 1985.

### Composition après 2015
Après le redécoupage de 2014, le canton d'Avranches comprenait vingt communes entières.
À la suite de la création des communes nouvelles du Parc par regroupement de trois communes (dont une du canton) et de Sartilly-Baie-Bocage par regroupement de cinq communes (dont quatre du canton) au 1er janvier 2016, à l'absorption de Saint-Martin-des-Champs dans Avranches le 1er janvier 2019, ainsi qu'au décret du 5 mars 2020 rattachant entièrement les communes du Parc et de Sartilly-Baie-Bocage au canton d'Avranches, le canton est désormais composé de seize communes entières et d'une fraction de commune.
| Nom                               | Code Insee | Intercommunalité               | Superficie (km2) | Population (dernière pop. légale)               | Densité (hab./km2) | Modifier                                    |
| --------------------------------- | ---------- | ------------------------------ | ---------------- | ----------------------------------------------- | ------------------ | ------------------------------------------- |
| Avranches (bureau centralisateur) | 50025      | CA Mont-Saint-Michel-Normandie | 10,99            | Fraction : 7 732 (2022) Commune : 10 225 (2022) | 930                | modifier les données · modifier les données |
| Bacilly                           | 50027      | CA Mont-Saint-Michel-Normandie | 15,88            | 935 (2022)                                      | 59                 | modifier les données · modifier les données |
| Carolles                          | 50102      | CC de Granville, Terre et Mer  | 3,85             | 768 (2022)                                      | 199                | modifier les données · modifier les données |
| Champeaux                         | 50117      | CC de Granville, Terre et Mer  | 4,29             | 341 (2022)                                      | 79                 | modifier les données · modifier les données |
| Chavoy                            | 50126      | CA Mont-Saint-Michel-Normandie | 3,70             | 130 (2022)                                      | 35                 | modifier les données · modifier les données |
| Dragey-Ronthon                    | 50167      | CA Mont-Saint-Michel-Normandie | 15,17            | 789 (2022)                                      | 52                 | modifier les données · modifier les données |
| Genêts                            | 50199      | CA Mont-Saint-Michel-Normandie | 6,89             | 453 (2022)                                      | 66                 | modifier les données · modifier les données |
| Jullouville                       | 50066      | CC de Granville, Terre et Mer  | 21,88            | 2 401 (2022)                                    | 110                | modifier les données · modifier les données |
| Lolif                             | 50276      | CA Mont-Saint-Michel-Normandie | 12,50            | 608 (2022)                                      | 49                 | modifier les données · modifier les données |
| Marcey-les-Grèves                 | 50288      | CA Mont-Saint-Michel-Normandie | 6,73             | 1 286 (2022)                                    | 191                | modifier les données · modifier les données |
| Le Parc                           | 50535      | CA Mont-Saint-Michel-Normandie | 22,63            | 907 (2022)                                      | 40                 | modifier les données · modifier les données |
| Ponts                             | 50411      | CA Mont-Saint-Michel-Normandie | 6,70             | 684 (2022)                                      | 102                | modifier les données · modifier les données |
| Saint-Jean-de-la-Haize            | 50489      | CA Mont-Saint-Michel-Normandie | 8,95             | 538 (2022)                                      | 60                 | modifier les données · modifier les données |
| Saint-Jean-le-Thomas              | 50496      | CA Mont-Saint-Michel-Normandie | 2,38             | 395 (2022)                                      | 166                | modifier les données · modifier les données |
| Saint-Pierre-Langers              | 50540      | CC de Granville, Terre et Mer  | 8,40             | 621 (2022)                                      | 74                 | modifier les données · modifier les données |
| Sartilly-Baie-Bocage              | 50565      | CA Mont-Saint-Michel-Normandie | 30,68            | 2 843 (2022)                                    | 93                 | modifier les données · modifier les données |
| Vains                             | 50612      | CA Mont-Saint-Michel-Normandie | 8,58             | 760 (2022)                                      | 89                 | modifier les données · modifier les données |
| Canton d'Avranches                | 5002       |                                |                  | 22 191 (2022)                                   |                    | modifier les données                        |

## Démographie

### Démographie avant 2015
| 1962 | 1968 | 1975 | 1982 | 1990   | 1999   | 2006   | 2011   | 2012   |
| ---- | ---- | ---- | ---- | ------ | ------ | ------ | ------ | ------ |
| -    | -    | -    | -    | 17 911 | 18 072 | 18 986 | 19 427 | 19 490 |

### Démographie depuis 2015
En 2022, le canton comptait 22 191 habitants, en évolution de +5,71 % par rapport à 2016 (Manche : −0,31 %, France hors Mayotte : +2,11 %).
| 2013   | 2018   | 2022   |
| ------ | ------ | ------ |
| 21 147 | 21 301 | 22 191 |